# Latxínovo
Latxínovo (en rus: Лачиново) és un poble (un possiólok) de l'óblast de Kursk, a Rússia, que en el cens del 2010 tenia 476 habitants. Pertany al districte de Kastórnoie.